# Kreis Château-d’Œx
| Kreis Château-d’Œx           | Kreis Château-d’Œx |
| Basisdaten                   | Basisdaten         |
| ---------------------------- | ------------------ |
| Staat:                       | Schweiz            |
| Kanton:                      | Waadt (VD)         |
| Bezirk:                      | Pays-d’Enhaut      |
| Hauptort:                    | Château-d’Œx       |
| Fläche:                      | 113,66 km²         |
| Einwohner:                   | 3'624 (31.12.2023) |
| Bevölkerungsdichte:          | 32 Einw. pro km²   |
| Aufgehoben am:               | 31. Dezember 2006  |
| Karte                        |                    |
| Karte von Kreis Château-d’Œx |                    |

Der Kreis Château-d’Œx (französisch Cercle de Château-d’Œx) war bis zum 31. August 2006 eine Verwaltungseinheit des Bezirks Pays-d’Enhaut im Kanton Waadt in der Schweiz. Sitz des Kreisamtes war Château-d’Œx.
Der Kreis war identisch mit der Gemeinden Château-d’Œx und war 113,66 km² gross. Die Gemeinde des ehemaligen Kreises zählte Ende 2023 3'624 Einwohner.